# Jānis Jurkāns
Jānis Jurkāns (ur. 31 sierpnia 1946 w Rydze) – łotewski polityk, założyciel i były przewodniczący Partii Zgody Narodowej, poseł na Sejm, minister spraw zagranicznych (1990–1992).

## Życiorys
Urodził się w rodzinie o korzeniach polsko-łotewskich. W 1974 ukończył studia w Uniwersytecie Łotwy ze specjalnością w dziedzinie filologii angielskiej, po czym pracował na wydziale języków obcych tej uczelni (1974–1978). W latach 80. zatrudniony w zakładzie sztuki dekoracyjnej. W 1989 zaangażował się w działalność Łotewskiego Frontu Ludowego, odpowiadając w nim za sprawy zagraniczne.
W maju 1990 objął stanowisko ministra spraw zagranicznych Łotewskiej SRR. Pozostał na tej funkcji również po odzyskaniu przez Łotwę niepodległości, pełniąc ją do listopada 1992.
Po odejściu ze stanowiska zaangażował się w tworzenie centrolewicowej formacji – ugrupowania opowiadającego się za większą równomiernością w rozkładaniu kosztów reform gospodarczych oraz przeciwko dyskryminacji społeczności rosyjskojęzycznej. W latach 1994–2005 stał na czele Partii Zgody Narodowej. Zasiadał w Sejmie V, VI, VII i VIII kadencji (1993–2006). Był przewodniczącym frakcji Partii Zgody Narodowej (1994–1996, 1997–1998) oraz frakcji O Prawa Człowieka w Zjednoczonej Łotwie (1998–2003). Wycofał się następnie z bieżącej działalności politycznej, stając na czele zarządu „Baltijas asociācija – transports un loģistika”.
W wyborach w 2011 bez powodzenia kandydował do Sejmu z listy Partii Reform Šlesersa LPP/LC. Był doradcą Alfrēdsa Rubiksa, łotewskiego posła do Parlamentu Europejskiego. W 2014 został przewodniczącym ryskiego oddziału Związku Polaków na Łotwie, legalność jego wyboru została zakwestionowana przez kierownictwo krajowe związku.
Żonaty, ma dwóch synów.